# Diomea fenella
Diomea fenella är en fjärilsart som beskrevs av Robinson 1969. Diomea fenella ingår i släktet Diomea och familjen nattflyn. Inga underarter finns listade i Catalogue of Life.